# بریستول بلودر
بریستول بلودر (به انگلیسی: Bristol Belvedere) یک هواگرد ساختِ کارخانهٔ بریستول ایروپلین در کشور بریتانیا است . نخستین استفاده‌کنندهٔ این هواپیما Royal Air Force بوده‌است. این هواگرد برای نخستین بار در ۵ ژوئیه ۱۹۵۸ میلادی مورد استفاده قرار گرفت.